# Borrachinos
Los borrachinos es un postre tradicional elaborado en la comunidad autónoma del Principado de Asturias (España), en el que se aprovecha el pan de casa sobrante, se pica o miga y se mezcla con huevo, leche u otros ingredientes, incluso vino, dando como resultado un delicioso postre.
Es un sencillo postre, y barato, elaborado principalmente con azúcar, huevos y pan duro de días anteriores. Se trata de un dulce que, para su elaboración, es necesario preparar un almíbar con azúcar, agua, vino blanco y canela en rama.

## Jornadas gastronómicas
En el concejo de Quirós, en Asturias, se llevan a cabo unas jornadas gastronómicas donde, además de otros platos de la zona, se preparan estas tentaciones.